# Marco Verratti
Marco Verratti (5. listopad 1992 Pescara, Itálie) je italský profesionální fotbalista, který hraje na pozici středního záložníka za katarský klub Al-Arabi a za italský národní tým. Za Paris Saint-Germain hrál 11 let a osmkrát opanoval ve francouzské nejvyšší ligové soutěži Ligue 1 a v její historii náleží mezi rekordmany v počtu mistrovských titulů. Mimo to získal další trofeje – francouzské národní i ligové poháry i superpoháry. V sezóně 2019/20 s klubem dosáhl finále Ligy mistrů UEFA, ve kterém ale nakonec stanul na straně poražených.
Na reprezentační úrovni si zahrál Mistrovství světa 2014, o dva roky později přišel kvůli zranění o Euro 2016. Na dalším evropském turnaji získal zlaté medaile.
Vyhrál cenu Bravo za rok 2012. Typologicky je přirovnáván ke svému předchůdci v záložní řadě Itálie, kterým byl Andrea Pirlo.

## Herní profil
Verratti byl již zkraje profesionální kariéry přirovnáván k jinému italskému záložníkovi jménem Andrea Pirlo. Obdobně jako Pirlo začínal Verratti v záloze hned za útočníky na pozici tzv. „desítky“ (trequartista). Intuice jeho tehdejšího trenéra vedla k přeorientování na tvůrce hry zataženého v hloubi pole, což je pozice, v italském fotbale označovaná jako regista. Kromě Pirla, se kterým Verrattiho pojí herní přehled, je přirovnáván také k Pirlovu spoluhráči Gennaro Gattusovi. Podoba Verrattiho s Gattusem spočívá v odhodlání a touze po vítězství a energičnosti.
Mezi jeho největší přednosti náleží přesné přihrávky, kterými dokáže najít spoluhráče na 40-50 metrů, například křídelní útočníky. Často ovšem rozdává krátké přihrávky a „narážečky“. Jeho vytříbená technika mu umožňuje efektivní driblink. Má tendenci hrát rizikově a ztratit balón v nebezpečné pozici.
Navzdory své orientaci na tvůrčí aspekt dokáže překvapit soupeře „špinavou hrou“ a obrannými zákroky včetně chození do skluzů. Je tedy považován za všestranného a také koncentrovaného hráče.
Naopak je mu vytýkána nedisciplinovanost a s tím spojené „sbírání“ karetních trestů a předržování balónu.

## Kariéra

### Klubová
Verratti začínal v klubu Delfino Pescara 1936. V A-týmu debutoval ve svých 16 letech. V sezoně 2010/11 italské druhé ligy Serie B Pescara předváděla pod trenérem Zdenkem Zemanem atraktivní fotbal, a v následujícím ročníku 2011/12 si celkovým triumfem zajistila postup do Serie A. Verratti byl důležitou součástí vítězného týmu a média mu přisoudila přezdívku nový Pirlo.
V průběhu července 2012 podepsal pětiletý kontrakt s francouzským klubem Paris Saint-Germain. Pařížský zámožný klub v Itálii nakoupil několik hvězd (Zlatan Ibrahimović, Ezequiel Lavezzi, Thiago Silva) za částku dosahující k 250 milionům liber. Verratti byl pro francouzský fotbal nový a neznámý pojem přicházející za částku 8,6 milionu liber, která se eventuálně mohla vyšplhat na částku 11,75 milionu liber. Naopak v Itálii se jeho přestup ven stal diskutovaným. Reprezentační trenér Cesare Prandelli, který 19letého Verrattiho zařadil do předběžné nominace na Euro 2012, se vyjádřil následovně: „Považuji za skandální, že hráč jako Verratti, hráč, kterého jsme doma pozorovali, kterého dobře známe, skončí v zahraničí, a že my jsme to dovolili. Ještě jednou opakuji, skandální.“
Italský trenér Carlo Ancelotti jej 11. srpna 2012 nasadil do úvodního kola francouzské Ligue 1 v domácím prostředí proti Lorientu, ze kterého se urodila remíza 2:2. Proti Toulouse 14. září (5. kolo) našel jím lobovaný míč Javiera Pastoreho, který při domácí výhře 2:0 otevřel skóre. Při střídání v době asi 10 minut před koncem jej diváci doprovodili potleskem. Atmosféru nejprestižnější evropské pohárové soutěže – Ligy mistrů UEFA – poprvé okusil 18. září proti Dynamu Kyjev. Pařížský tým před domácím publikem vyhrál 4:1. Pouť Ligou mistrů v sezóně 2012/13 skončila na jaře po dvou remízách s Barcelonou v osmifinále, která postoupila jen vlivem pravidlu venkovních gólů. Naproti tomu ligová sezóna skončila ziskem prvního mistrovského titulu od roku 1994. V jejím průběhu odehrál Verratti obvykle po boku „obranáře“ Blaise Matuidiho 23 zápasů, zaregistroval čtyři asistence a za zápas v průměru vyslal 62 přihrávek s úspěšností bezmála 90%.
V ligové sezóně 2013/14 si i pod trenérem Laurentem Blancem udržel místo v základní sestavě a 29 odehranými zápasy pomohl obhájit mistrovský titul. V průběhu května 2014 si vysloužil ocenění pro nejlepšího mladého fotbalistu Ligue 1. Ve tříčlenné záložní řadě se zpravidla objevoval po boku Blaise Matuidiho a Thiaga Motty, která vedla Pařížany i v Lize mistrů. Ti ve čtvrtfinále vypadli s Chelsea, vykompenzovali si to ziskem ligového poháru – Coupe de la Ligue.
V polovině září 2014 se s klubem domluvil na prodloužení smlouvy do roku 2019. První soutěžní gól v pařížském dresu zaznamenal 30. září proti Barceloně ve skupině Ligy mistrů UEFA při domácí výhře 3:2. Závěrečný skupinový střet s Barcelonou skončil prohrou 1:3 a svěřenci kouče Blanca tak skončili druzí, povedený výkon Verrattiho ovšem nezůstal bez povšimnutí, ocenil ho například fotbalový expert Tom Williams. Před domácími diváky proti Évianu 18. ledna 2015 vstřelil první ligový gól za Paris Saint-Germain a klub z hlavního města vyhrál 4:2. Po osmifinále, v němž přešli přes anglickou Chelsea, narazili Pařížané znovu na Barcelonu. Verratti nebyl pro první zápas k dispozici. Po dvou porážkách nastal pro PSG v soutěži v této sezóně konec. Italský středopolař se spoluhráči opět ovládl Ligue 1, čemuž mimo jiné přispěl 8 asistencemi.
V rámci 11. kola ligové sezóny 2015/16 zaznamenal dvě asistence v zápase 25. října se Saint-Étienne při výhře 4:1. Ligová neporazitelnost Pařížanů se prodloužila na 10 zápasů, jediný obdržený gól byl ten Verrattiho vlastní. V listopadu jej britský The Guardian zařadil do stovky nejlepších fotbalistů světa za rok 2015, a to na 43. místo. V osmifinále Ligy mistrů s Chelsea se podílel na domácí výhře 2:1, ale zranění jej vyřadila z následujících vyřazovacích bojů. Jeho klub skončil ve čtvrtfinále. Finále ligového poháru Coupe de la Ligue pozoroval 23. dubna nejprve z lavičky a zahrál si až závěrečných 15 minut. Potíže s třísly mu dovolily odehrát do konce sezóny jen jeden další zápas, a to znovu jen z lavičky. Podstoupením operace přišel o Euro 2016. Mistrovský titul si PSG zaručilo již v březnu.
V srpnu 2016 prodloužil smlouvu na dalších pět let. V kabině nově narážel na trenéra Unaie Emeryho,
 ovšem klíčová role v základní sestavě mu zůstala. Ve druhém kole ligové sezóny vstřelil proti Métám (FC Metz) svůj první gól, když jeho střelu tečoval do vlastní branky Jonathan Rivierez. PSG vyhrálo 3:0 před domácím publikem. V prvním zápase skupiny Ligy mistrů 13. září čelil v domácím prostředí hráčům Arsenalu, jeho přihrávky ale spoluhráči nevyužili a PSG tak uhrálo pouhou remízu 1:1. Verratti byl po druhé žluté kartě v nastaveném čase vyloučen, poté co byl faulován Olivierem Giroudem, s nímž se následně dostal do potyčky. Dne 14. února 2017 nastoupil do prvního osmifinálového klání s Barcelonou v rámci Ligy mistrů, ve kterém Pařížané dominovali a vyhráli 4:0. Verratti se zařadil mezi nejlepší hráče na trávníku mimo jiné tím, že přehrával soupeřovu záložní řadu. Odveta se hrála 8. března na Camp Nou a přinesla touto soutěží nevídaný obrat. Barcelona nad PSG vyhrála 6:1 a vybojovala si čtvrtfinále. Kromě neúspěchu v Lize mistrů musela pařížská kabina skousnout po čtyřech letech též domácí ligový neúspěch – v průběhu května si titul zajistili fotbalisté Monaka. Později Verratti nastoupil v základní sestavě proti Angers ve finále národního poháru. Pařížané 27. května vyhráli 1:0 a získali Coupe de France bez toho, aby v zápasech tohoto poháru obdrželi gól.
V pořadí 300. soutěžní zápas za PSG odehrál proti Monaku 13. ledna 2020 a na ligové výhře participoval asistencí. Úvodní osmifinálový duel na půdě Borussie Dortmund 18. února se spoluhráči prohrál 1:2. Jelikož odehrál 58. zápas v Lize mistrů, stal se překonáním Paula Le Guena pařížským rekordmanem v nejprestižnější evropské klubové soutěži. V ročníku 2019/20 Ligue 1 dorovnal se svým spoluhráčem Thiagem Silvou rekord v počtu mistrovských titulů ve francouzské nejvyšší ligové soutěži. Sedm titulů během osmi let oba hráče zařadilo po bok jmen jako jsou Hervé Revelli, Jean-Michel Larqué (oba AS Saint-Étienne), Grégory Coupet, Sidney Govou a Juninho (zbylí tři Olympique Lyon).
V srpnu se dohrávala kvůli pandemii covidu-19 odložená Liga mistrů. Ve čtvrtfinále 12. srpna 2020 Verratti při střetnutí proti Atalantě chyběl kvůli poranění stehenních svalů, jeho spoluhráči přesto po výhře 2:1 postoupili a zajistili klubu semifinále Ligy mistrů poprvé po 25 letech. Do semifinále hraného 18. srpna s Lipskem zasáhl až v 83. minutě namísto svého „zástupce“ v základní sestavě Andera Herrery. Pařížský klub postoupil po výhře 3:0 do finále. Ve finále 23. srpna opět začínal na lavičce a odehrál až závěrečných 25 minut střetnutí s Bayernem Mnichov, který finálový duel po výhře 1:0 opanoval.
V ročníku následujícím Verrattiho nadále doprovázela zranění (v minulosti potíže s koleny, stehny a i lýtky), která jej mimo jiné připravila o první trojici zápasů skupiny Ligy mistrů. Pařížský klub ale přesto postoupil do osmifinále a v únoru roku 2021 konfrontoval Barcelonu. K venkovní výhře 4:1 přispěl dobrým výkonem také Verratti.
Po domácí březnové odvetě 1:1 se Paris Saint-Germain posunulo do čtvrtfinále. Na konci dubna se se 344 zápasy vyšplhal na celkové třetí dělené místo v počtu odehraných zápasů za pařížský klub a vyrovnal dvojici Safet Sušić—Paul Le Guen.
Dne 23. ledna 2022 vstřelil gól ve francouzské lize po více než čtyřech letech a pomohl nakonec dvěma góly vyhrát 4:1 nad týmem Stade de Reims (Remeší).

### Reprezentační
V A-mužstvu Itálie debutoval 15. 8. 2012 v přátelském utkání ve švýcarském Bernu proti Anglii (prohra 1:2). V únoru 2013 se poprvé střelecky prosadil a jeho vyrovnávací gól rozhodl v závěru přátelského zápasu o remíze 1:1 s Nizozemskem.
Byl nominován trenérem Cesare Prandellim na Mistrovství světa 2014 v Brazílii, kde Itálie vypadla již v základní skupině D.
Kvůli potížím s třísly nakonec přišel o Mistrovství Evropy 2016 (EURO 2016).

#### EURO 2020
Začátkem června 2021 byl trenérem Robertem Mancinim nominován pro Mistrovství Evropy 2020 (EURO 2020). Jelikož si na klubovém tréninku měsíc před reprezentační nominací poranil třísla, vynechal úvodní dva skupinové zápasy proti Turecku a Švýcarsku, v nichž jej zastoupil dvougólový Manuel Locatelli. Proti Walesu se navrátil do základní sestavy, z jím rozehraného přímého kopu padl gól Mattea Pessiny, který v Římě rozhodl o výhře Itálie 1:0. Ta postoupila ze skupiny po třech výhrách z první pozice. Po osmifinálovém zdolání Rakouska 2:1 čelil Verratti se spoluhráči 2. července Belgii a v tomto zápase asistoval gólu Nicolò Barelly při další výhře 2:1. Následnou výzvou byla záložní řada Španělska v semifinále, přes které Itálie postoupila až po penaltovém rozstřelu. Ve finále proti Anglii 11. července ve Wembley byl u gólové situace, ve které Italové díky hlavičce Leonarda Bonucciho vyrovnali na 1:1 a vynutili si prodloužení. Po prodloužení došlo na penaltový rozstřel, ve kterém Italové uspěli po výsledku 3:2 a navázali na vlastní první evropský triumf z roku 1968.

## Přestupy
Zdroj:
- z Pescara do PSG za 12 000 000 euro
- z PSG do Al-Arabi za 45 200 000 euro

## Statistika

### Hráčská
| Sezóna            | Klub              | Liga                 | Liga   | Liga | Ligové poháry | Ligové poháry | Ligové poháry | Kontinentální poháry | Kontinentální poháry | Kontinentální poháry | Celkem | Celkem |
| Sezóna            | Klub              | Soutěž               | Zápasy | Góly | Soutěž        | Zápasy        | Góly          | Soutěž               | Zápasy               | Góly                 | Zápasy | Góly   |
| ----------------- | ----------------- | -------------------- | ------ | ---- | ------------- | ------------- | ------------- | -------------------- | -------------------- | -------------------- | ------ | ------ |
| 2008/09           | Pescara           | Lega Pro 1 Divisione | 7      | 0    | IP            | 2             | 0             | -                    | 0                    | 0                    | 9      | 0      |
| 2009/10           | Pescara           | Lega Pro 1 Divisione | 8      | 1    | -             | 0             | 0             | -                    | 0                    | 0                    | 8      | 1      |
| 2010/11           | Pescara           | Serie B              | 28     | 1    | IP            | 1             | 0             | -                    | 0                    | 0                    | 29     | 1      |
| 2011/12           | Pescara           | Serie B              | 31     | 0    | IP            | 1             | 0             | -                    | 0                    | 0                    | 32     | 0      |
| Celkem za Pescaru | Celkem za Pescaru | Celkem za Pescaru    | 74     | 2    | -             | 9             | 1             | -                    | 0                    | 0                    | 83     | 3      |
| 2012/13           | PSG               | Ligue 1              | 27     | 0    | FP+FLP        | 3+0           | 0             | LM                   | 9                    | 0                    | 39     | 0      |
| 2013/14           | PSG               | Ligue 1              | 29     | 0    | FP+FLP+FS     | 1+4+1         | 0             | LM                   | 8                    | 0                    | 43     | 0      |
| 2014/15           | PSG               | Ligue 1              | 32     | 2    | FP+FLP+FS     | 6+3+1         | 0             | LM                   | 7                    | 1                    | 49     | 3      |
| 2015/16           | PSG               | Ligue 1              | 18     | 0    | FP+FLP+FS     | 1+3+1         | 0             | LM                   | 5                    | 0                    | 28     | 0      |
| 2016/17           | PSG               | Ligue 1              | 28     | 3    | FP+FLP+FS     | 3+4+1         | 0             | LM                   | 7                    | 0                    | 43     | 3      |
| 2017/18           | PSG               | Ligue 1              | 22     | 0    | FP+FLP+FS     | 3+4+1         | 0             | LM                   | 8                    | 2                    | 38     | 2      |
| 2018/19           | PSG               | Ligue 1              | 26     | 0    | FP+FLP+FS     | 3+1+1         | 1+0+0         | LM                   | 7                    | 0                    | 38     | 1      |
| 2019/20           | PSG               | Ligue 1              | 20     | 0    | FP+FLP+FS     | 3+4+1         | 0             | LM                   | 9                    | 0                    | 37     | 0      |
| 2020/21           | PSG               | Ligue 1              | 21     | 0    | FP+FS         | 2+1           | 0             | LM                   | 7                    | 0                    | 31     | 0      |
| 2021/22           | PSG               | Ligue 1              | 24     | 2    | FP+FS         | 3+0           | 0             | LM                   | 5                    | 0                    | 32     | 2      |
| 2022/23           | PSG               | Ligue 1              | 29     | 0    | FP+FS         | 1+1           | 0             | LM                   | 7                    | 0                    | 38     | 0      |
| Celkem za PSG     | Celkem za PSG     | Celkem za PSG        | 276    | 7    | -             | 61            | 1             | -                    | 79                   | 3                    | 416    | 11     |
| 2023/24           | Al-Arabi          | Qatar Stars League   | 17     | 0    | KP            | 2             | 0             | -                    | 0                    | 0                    | 19     | 0      |
| 2024/25           | Al-Arabi          | Qatar Stars League   | ?      | ?    | KP            | ?             | ?             | -                    | 0                    | 0                    | ?      | ?      |
| Celkově           | Celkově           | Celkově              | 367    | 9    | -             | 72            | 2             | -                    | 79                   | 3                    | 518    | 14     |

### Reprezentační

#### Statistika na velkých turnajích
| Reprezentace | Rok     | Zápasy             | Zápasy | Zápasy    | Zápasy           | Zápasy           | Zápasy            |
| Reprezentace | Rok     | Fáze turnaje       | Datum  | Soupeř    | Odehraných minut | Vstřelené branky | Výsledek          |
| ------------ | ------- | ------------------ | ------ | --------- | ---------------- | ---------------- | ----------------- |
| Itálie       | MS 2014 | 1 zápas ve skupině | 15. 6. | Anglie    | 57               | 0                | 2:1               |
| Itálie       | MS 2014 | 3 zápas ve skupině | 24. 6. | Uruguay   | 75               | 0                | 0:1               |
| Itálie       | ME 2020 | 3 zápas ve skupině | 20. 6. | Wales     | 90               | 0                | 1:0               |
| Itálie       | ME 2020 | Osmifinále         | 26. 6. | Rakousko  | 67               | 0                | 2:1 v prodl.      |
| Itálie       | ME 2020 | Čtvrtfinále        | 2. 7.  | Belgie    | 74               | 0                | 2:0               |
| Itálie       | ME 2020 | Semifinále         | 6. 7.  | Španělsko | 74               | 0                | 1:1 (4:2 na pen.) |
| Itálie       | ME 2020 | Finále             | 11. 7. | Anglie    | 96               | 1                | 1:1 (3:2 na pen.) |

#### Reprezentační branky
| Gól | Datum       | Stadion                              | Soupeř              | Skóre | Výsledek | Soutěž                 |
| --- | ----------- | ------------------------------------ | ------------------- | ----- | -------- | ---------------------- |
| 010 | 6. 2. 2013  | Amsterdam ArenA, Amsterdam, Nizozemí | Nizozemí            | 1:1   | 1:1      | Přátelské utkání       |
| 02  | 26. 3. 2019 | Stadio Ennio Tardini, Parma, Itálie  | Lichtenštejnsko     | 2:0   | 6:0      | Kvalifikace na ME 2020 |
| 03  | 11. 6. 2019 | Allianz Stadium, Turín, Itálie       | Bosna a Hercegovina | 2:1   | 2:1      | Kvalifikace na ME 2020 |

## Úspěchy

### Klubové
- vítěz francouzské ligy (9x)

PSG: 2012/13, 2013/14, 2014/15, 2015/16, 2017/18, 2018/19, 2019/20, 2021/22, 2022/23
- vítěz 2. italské ligy (1x)

Pescara: 2011/12
- vítěz francouzského poháru (6x)

PSG: 2014/15, 2015/16, 2016/17, 2017/18, 2019/20, 2020/21,
- vítěz francouzského ligového poháru (6x)

PSG: 2013/14, 2014/13, 2015/16, 2016/17, 2017/18, 2019/20
- vítěz francouzského superpoháru (9x)

PSG: 2013, 2014, 2015, 2016, 2017, 2018, 2019, 2020, 2022

### Reprezentační
- 1× na MS (2014)
- 1× na ME (2020 – zlato)
- 2x na LN UEFA (2021 – bronz, 2023 – bronz)
- 1× na ME 21 (2013 – stříbro)

### Individuální
- Cena Bravo – 2012[1]
- Hráč měsíce Ligue 1 podle UNFP – září 2013,[58] únor 2017[58]
- Nejlepší mladý hráč roku Ligue 1 podle UNFP – 2013/14[11]
- Tým roku Ligue 1 podle UNFP – 2012/13,[59] 2013/14,[60] 2014/15,[61] 2015/16,[62] 2016/17,[63] 2017/18,[64] 2018/19[65]
- Nejlepší tým turnaje UEFA Euro U21 – 2013[66]

### Vyznamenání
Řád zásluh o Italskou republiku (16. 7. 2021) z podnětu Prezidenta Itálie 